# Astronomical Journal
Astronomical Journal (sovint abreujat com AJ en articles científics i referències) és una revista científica mensual avaluada per experts propietat de l'American Astronomical Society i actualment publicada per IOP Publishing. És una de les revistes pioneres d'astronomia en tot el món. Fins al 2008, la revista era publicada per University of Chicago Press en nom de l'American Astronomical Society. Entre les raons del canvi hi ha el desig de University of Chicago Press de revisar el seu acord financer i els plans de canviar el seu software particular que s'havia desenvolupat des de dins de l'empresa. Les altres dues publicacions de la companyia, l'Astrophysical Journal i els seus suplements, la van seguir el gener de 2009.
La revista va ser fundada el 1849 per Benjamin A. Gould. Va deixar de publicar-se el 1861 amb motiu de la Guerra Civil dels Estats Units, però es va reprendre el 1885. Entre 1909 i 1941 la revista es va editar a Albany, Nova York. L'any 1941, l'editor Benjamin Boss va decidir transferir la responsabilitat de la revista a l'American Astronomical Society.
La primera edició electrònica de l'Astronomical Journal es va publicar el gener de 1998. En l'edició de juliol de 2006, l'Astronomical Journal es va publicar per primer cop de manera electrònica, independentment de les edicions en paper. El seu redactor en cap actual és John Gallagher III.

## Editors
- 2005–actualitat John Gallagher III
- 1984–2004 Paul W. Hodge
- 1980–1983 N. H. Baker
- 1975–1979 N. H. Baker i L. B. Lucy
- 1967–1974 Lodewijk Woltjer[3] (amb Baker i Lucy per volums posteriors)
- 1966–1967 Gerald Maurice Clemence[4]
- 1965–1966 Dirk Brouwer i Gerald Maurice Clemence
- 1963–1965 Dirk Brouwer
- 1959–1963 Dir Brouwer i Harlan James Smith
- 1941–1959 Dirk Brouwer
- 1912–1941 Benjamin Boss
- 1909–1912 Lewis Boss
- 1896–1909 Seth Carlo Chandler
- 1849–1861, 1885–1896 Benjamin A. Gould, Jr.